# تأثير الإجماع الكاذب

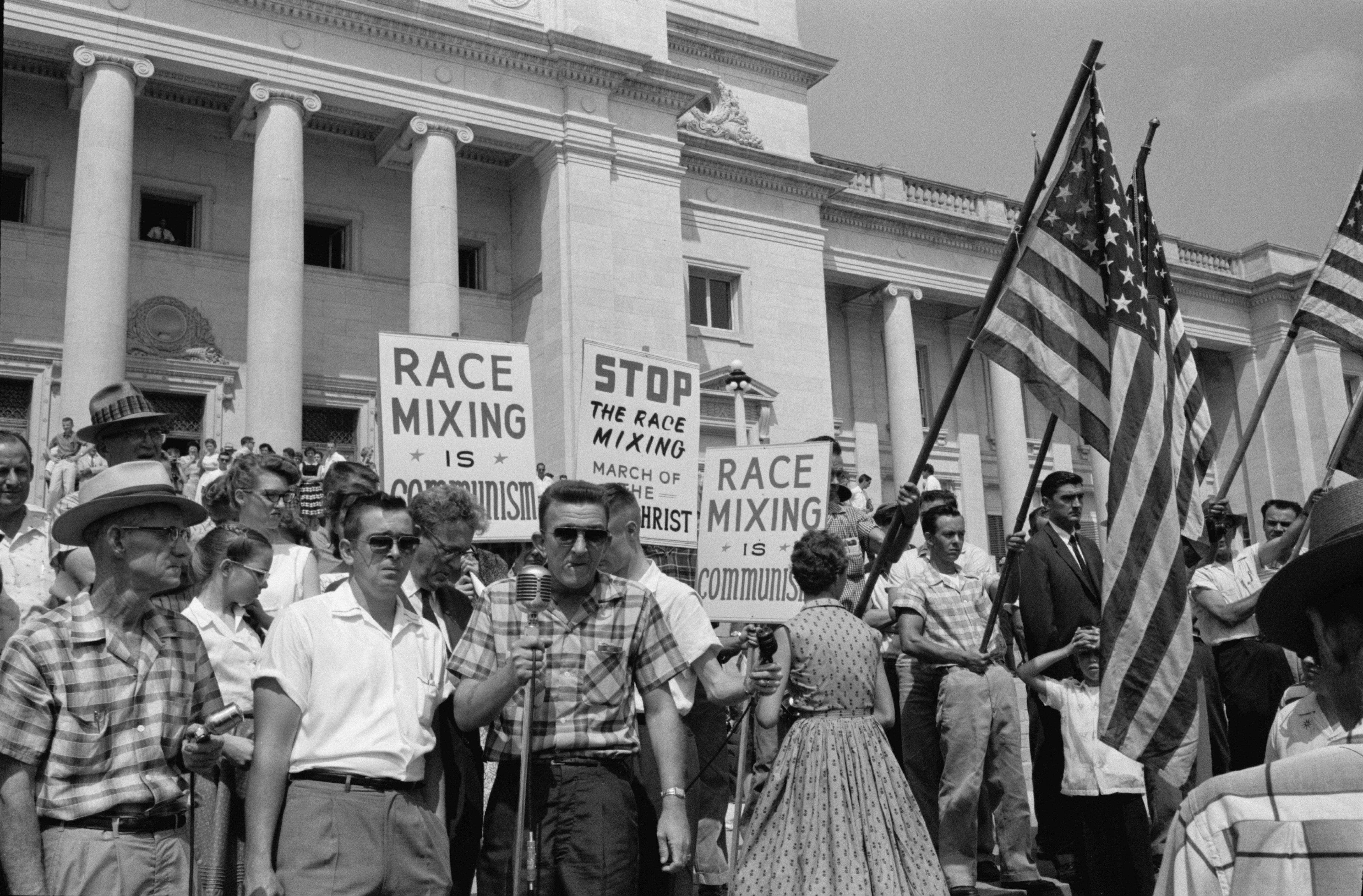

تأثير الإجماع الكاذب (بالإنجليزية: False consensus effect)‏ في علم النفس، تأثير الإجماع الكاذب أو تحيز الإجماع الكاذب هو نوع إسنادي من التحيز المعرفي يميل فيه الناس إلى الإفراط في تقدير مدى طبيعية آرائهم ومعتقداتهم وتفضيلاتهم وقيمهم وعاداتهم ونموذجيتها بالنسبة لآراء الآخرين (أي أن الآخرين أيضًا يفكرون بنفس الطريقة). يميل هذا التحيز المعرفي إلى التسبب بإدراك إجماع غير موجود، أي «إجماع كاذب».
يعد الإجماع الكاذب مهمًا لأنه يزيد أو ينقص تقدير الذات وتأثير الثقة المبالغة أو الاعتقاد بأن الجميع يعلم معرفة الفرد الشخصية. يمكن أن يُشتَق من الرغبة بالتكيف ونيل محبة الآخرين في بيئة اجتماعية. ينتشر هذا التحيز على وجه الخصوص في البيئات المجموعية حيث يعتقد الفرد أن الرأي الجماعي لمجموعته الخاصة يطابق رأي السكان الأكبر. بما أن أعضاء المجموعة يصلون لإجماع ونادرًا ما يواجهون الآراء المعارضة، فإنهم يميلون إلى اعتقاد أن الجميع بفكر بالطريقة ذاتها. لا يقتصر تأثير الإجماع الكاذب على الحالات التي يؤمن فيها الناس أن قيمهم مشتركة لدى الغالبية فحسب، ولكنه ما زال يتجلى بالإفراط في تقدير مدى معتقداتهم.
بالإضافة إلى ذلك، حين يواجه الأشخاص دليلًا على عدم وجود إجماع، غالبًا ما يفترضون أن الذين لا يتفقون معهم معيبون بطريقة أو بأخرى. لا يتواجد سبب وحيد لهذا التحيز المعرفي، إذ اقتُرِح أن إرشادية التوفر والتحيز لصالح الذات والواقعية الساذجة قد تكون عوامل كامنة جزئية على أقل تقدير. قد يرتبط الحفاظ على هذا التحيز المعرفي بالميل إلى اتخاذ القرارات بناء على قدر ضئيل من المعلومات ذات الصلة. حين يواجه هؤلاء الأشخاص عدم اليقين وعينة صغيرة يجب أن يتخذوا قراراتهم منها، فإنهم «يسلطون» أنفسهم على الموقف. حين تستخدم هذه المعرفة الشخصية كمدخلات لصنع التعميمات، فإنها غالبًا ما تتسبب بإحساس كاذب بالانتماء لجزء من الأغلبية.
يمكن أن يتناقض تأثير الإجماع الكاذب مع تجاهل الأغلبية، وهو خطأ يرفضه الناس سرًا ولكنهم يؤيدون علنًا ما يبدو لهم أنه رأي الأغلبية.

## التناقض مع تجاهل الأغلبية
يمكن أن يتناقض تأثير الإجماع الكاذب مع تجاهل الأغلبية، وهو خطأ يرفضه الناس سرًا ولكنهم يؤيدون علنًا ما يبدو لهم أنه رأي الأغلبية (فيما يخص مبدأ أو معتقدًا)، في حين أن الغالبية في الواقع تتشارك بالرفض (سرًا). بينما يؤدي تأثير الإجماع الكاذب إلى اعتقاد الناس أن الغالبية توافقهم الرأي (في حين أن الأغلبية في الواقع تخالفهم الرأي)، يؤدي تأثير تجاهل الأغلبية إلى اعتقاد الناس بشكل خاطئ أنهم مخالفون للأغلبية (في حين أن الغالبية في الواقع توافقهم الرأي). قد يقود تجاهل الأغلبية بطالب على سبيل المثال إلى الانخراط في شرب الكحول بسبب الاعتقاد الخاطئ بأن معظم الطلاب يوافقون على الفكرة، بينما في الواقع يخالفها معظم الطلاب، ولكنهم يتصرفون بنفس الطريقة لأنهم يتشاركون بنفس الاعتقاد الخاطئ (لكن ذاتي الدعم الجماعي). في مثال موازٍ لتأثير الإجماع الكاذب، سيعتقد الطالب الذي يحب الشرب المفرط في الحفلات أن الغالبية تحب ذلك أيضًا، بينما في الواقع لا يحبه معظم الآخرين ويعبرون عن عدم محبتهم جهارةً.

## علاقته بعلم النفس الشخصي
في نطاق علم النفس الشخصي، ليس لتأثير الإجماع الكاذب أي أثر ملحوظ. يعود ذلك إلى أن تأثير الإجماع الكاذب يستند بشكل كبير إلى البيئة الاجتماعية وكيفية تفسير الشخص لهذه البيئة. بدلًا من النظر إلى الإسناد الظرفي، يقيّم علم النفس الشخصي الفرد بالإسناد الترتيبي، ما يجعل تأثير الإجماع الكاذب غير ذي صلة نسبيًا في هذا المجال. بالتالي، يُحتَمل أن تؤثر شخصية الفرد في درجة اعتماده على تأثير الإجماع الكاذب، ولكن لا تؤثر في وجود هذه السمة. وعلى الرغم من ذلك، لا يجب تفسير الأمر على أنه كون الفرد ناتجًا وحيدًا للبيئة الاجتماعية. كي تتواجد هذه السمة في عقل الكائن، يجب أن تتواجد بنية بيولوجية تدعمها. من أجل أن يرى الكائن الأشعة فوق البنفسجية بكل وضوح، يجب امتلاك جينات (تبدأ بدورها بإنشاء البنية البيولوجية) تسمح برؤية البيئة الخارجية. بما أن الدماغ يعد بنية بيولوجية، يجب أن يتواجد استعداد بيولوجي يسمح بشكل مشابه للفرد أن يسجل ويفسر البيئة الاجتماعية، بالتالي يولد تأثير الإجماع الكاذب. إن هدف الدماغ بالنهاية هو استخلاص المعلومات من البيئة وتوليد السلوك طبقًا لها وتنظيم النفس. لا يوجد فرق بين «الفطري» و«المكتسب»، أو «الطبيعة» مقابل «التنشئة» إذ إن تفاعل كليهما ضروري، فهما لا يقعان بعيدًا عن بعضهما ولا يختلفان عن بعضهما البعض. إن علم النفس الشخصي وعلم النفس الاجتماعي ليسا مجالين منفصلين، ولكنهما مجالان متكاملان بالضرورة، كما يتبين من نقاش الشخص والموقف.

## الإيمان بالمستقبل الموافق
يمكن توسيع مفهوم تأثير الإجماع الكاذب ليشمل التنبؤات حيال الآخرين في المستقبل. الإيمان بالمستقبل الموافق هو الاعتقاد بأن الأشخاص في المستقبل سيغيرون من تفضيلاتهم ومعتقداتهم بما يتماشى مع رغبة الفرد الشخصية. يقترح الإيمان بالمستقبل الموافق أن الناس يبالغون في تقدير مدى موافقة الآخرين لتفضيلاتهم ومعتقداتهم بمرور الزمن.
يجد كل من روجرز ومور ونورتون أن الإيمان بالمستقبل الموافق أكبر مقدارًا في تأثير الإجماع الكاذب لسببين اثنين:
1. يبنى على طبيعة الأشخاص في المستقبل، والذين تكون معتقداتهم غير قابلة للملاحظة بشكل مباشر.
2. يركز على المعتقدات المستقبلية، ما يمنح هؤلاء الأشخاص في المستقبل الوقت «لاكتشاف» الحقيقة وتغيير معتقداتهم.

## التطبيقات
يعد تأثير الإجماع الكاذب تحيزًا إسناديًا مهمًا يجب أخذه بعين الاعتبار عند إدارة الأعمال التجارية وفي التفاعلات الاجتماعية اليومية. بشكل خاص، يميل الناس إلى الاعتقاد بأن عامة السكان تتفق معهم بالرأي والأحكام. سواء كان هذا الاعتقاد صحيحًا أم لا، لأنه يمنحهم شعورًا بالثقة والأمن في قراراتهم. قد تكون هذه الظاهرة مهمة في استثمار المعاملات التجارية أو تجنبها.
على سبيل المثال، إذا تردد رجل في شراء أداة جديدة، فإن تحطيم فكرة أن الآخرين يوافقونه التردد بالشراء يشكل خطوة مهمة في إقناعه بالشراء. بإقناع الزبون أن الأشخاص الآخرين يريدون في الواقع شراء الأداة، قد يتمكن البائع من إجراء عملية بيع لم يكن ليتمكن من إجرائها لولا ذلك. بهذه الطريقة، يرتبط تأثير الإجماع الكاذب ارتباطا وثيقًا بالتطابق (التوافق)، وهو التأثير الذي يدفع الفرد ليطابق معتقدات أو سلوكيات مجموعة ما. يتواجد اختلافان بين تأثير الإجماع الكاذب والتطابق وأهمهما هو أن التطابق يوافق السلوكيات والمعتقدات والاتجاهات لمجموعة حقيقية، في حين أن تأثير الإجماع الكاذب يدفع لإدراك أن الآخرين يشاركون الفرد السلوكيات والمعتقدات والاتجاهات سواء كانوا يوافقونه الرأي أم لا في الواقع. إن دفع الزبون للشعور بأنه يوافق رأي الآخرين (المجتمع) والذي هو شراء الأداة سيجعله أكثر ثقةً حيال الشراء وسيدفعه للاعتقاد أن الآخرين كانوا ليتخذوا نفس القرار.
بالمثل، فإن أي عناصر في المجتمع تتأثر بالرأي العام، مثل الانتخابات والإعلانات والدعايات، تتأثر أيضًا بشكل كبير بتأثير الإجماع الكاذب. ويعود ذلك إلى أن الطريقة التي يطور بها الناس إدراكاتهم تتضمن «عمليات تفريقية للوعي». وهذا يعني، أنه في حين يتحفز بعض الناس للوصول للاستنتاج الصحيح، قد يتحفز آخرون للوصول للاستنتاج المفضل. سيصاب أعضاء الفئة الأخيرة هذه أغلب الأحيان بتأثير الإجماع الكاذب، لأنه من المرجح أن يبحث الموضوع بنشاط عن المؤيدين مشابهي التفكير وقد ينقّص العكس أو يتجاهله.